# Settsu (Osaka)
Settsu (摂津市 Settsu-shi?) es una ciudad localizada en la prefectura de Osaka, Japón. Tiene una población estimada, a inicios de octubre de 2022, de 87 143 habitantes.
Su área total es de 14.87 km².

## Geografía

### Localidades circundantes
- Prefectura de Osaka
  - Osaka
  - Suita
  - Ibaraki
  - Takatsuki
  - Neyagawa
  - Moriguchi

## Demografía
Según datos del censo japonés, la población de Settsu se ha mantenido estable en los últimos años.
| Año del censo | Población |
| ------------- | --------- |
| 1995          | 87.330    |
| 2000          | 85.065    |
| 2005          | 85.009    |
| 2010          | 83.720    |
| 2015          | 85.007    |
| 2022 (est.)   | 87.143    |